# Trirogma nigra
Trirogma nigra är en insektsart som beskrevs av Cameron 1903. Trirogma nigra ingår i släktet Trirogma och familjen kackerlackesteklar (Ampulicidae). Inga underarter finns listade i Catalogue of Life.